# Hana Hayes
Hana Hayes (29 de março de 1999) é uma atriz americana conhecida por seu papel como Lizzie Sanderson em The Grinder e Sarah no videogame The Last of Us.

## Carreira
No início de sua carreira, Hayes interpretou personagens convidadas em várias séries de TV e filmes, como Law & Order: Special Victims Unit, Criminal Minds, Stockholm, Pennsylvania, Grey's Anatomy. Em 2013, Hayes também interpretou a personagem Sarah, no videogame aclamado pela crítica The Last of Us.
Em 2015, Hayes conseguiu o papel de Lizzie Sanderson regular na série de TV, The Grinder. Ela interpretou a adolescente Elise Rainer em Insidious: The Last Key, a quarta parcela da franquia de filmes de terror Insidious.

## Filmografia
| Ano       | Título                             | Função                  | Notas                                               |
| --------- | ---------------------------------- | ----------------------- | --------------------------------------------------- |
| 2011      | Criminal Minds                     | Ally Dolan              | Episódio: "Dorado Falls"                            |
| 2011–2013 | Bucket & Skinner's Epic Adventures | Tammy Lynch             | Papel recorrente; 3 episódios                       |
| 2012      | Thunderstruck                      | Ashley Newall           |                                                     |
| 2013      | The Last of Us                     | Sarah                   | Videogame; desempenho de captura de voz e movimento |
| 2013      | Law & Order: Special Victims Unit  | Brooke Allen            | Episódio: "Vozes dissonantes"                       |
| 2014      | Mercy                              | Garota da porta ao lado | Filme                                               |
| 2015      | Grey's Anatomy                     | Danielle                | Episódio: "I Feel the Earth Move"                   |
| 2015      | Stockholm, Pennsylvania            | Leia, 12 anos           | Filme                                               |
| 2015–2016 | The Grinder                        | Lizzie Sanderson        | Papel principal; 22 episódios                       |
| 2017      | To the bone                        | Chloe                   | Filme                                               |
| 2017      | S.W.A.T.                           | abril                   | Episódio: "Imposters"                               |
| 2018      | Insidious: The Last Key            | Elise Rainer            | Filme                                               |
| 2018      | T@gged                             | Tessa                   | Papel principal                                     |
| 2019      | Relish                             | Aspen                   | Filme                                               |
| 2019      | Her Mind in Pieces                 | Filha                   | Segmento: "Here Now"                                |